# Сібрук (Массачусетс)
Сібрук (англ. Seabrook) — переписна місцевість (CDP) в США, в окрузі Барнстебел штату Массачусетс. Населення — 448 осіб (2020).

## Географія
Сібрук розташований за координатами 41°35′7″ пн. ш. 70°29′53″ зх. д. / 41.58528° пн. ш. 70.49806° зх. д. (41.585381, -70.497953).  За даними Бюро перепису населення США в 2010 році переписна місцевість мала площу 0,91 км², з яких 0,91 км² — суходіл та 0,01 км² — водойми.

## Демографія
Згідно з переписом 2010 року, у переписній місцевості мешкало 455 осіб у 202 домогосподарствах у складі 156 родин. Густота населення становила 499 осіб/км².  Було 261 помешкання (286/км²).
Расовий склад населення:
| - 98,2 % — білих - 1,1 % — азіатів - 0,2 % — корінних американців - 0,2 % — чорних або афроамериканців |

До двох чи більше рас належало 0,2 %. Частка іспаномовних становила 0,2 % від усіх жителів.
За віковим діапазоном населення розподілялося таким чином: 12,5 % — особи молодші 18 років, 50,6 % — особи у віці 18—64 років, 36,9 % — особи у віці 65 років та старші. Медіана віку мешканця становила 56,9 року. На 100 осіб жіночої статі у переписній місцевості припадало 92,0 чоловіків;  на 100 жінок у віці від 18 років та старших — 93,2 чоловіків також старших 18 років.
Середній дохід на одне домашнє господарство  становив 93 956 доларів США (медіана — 72 270), а середній дохід на одну сім'ю — 105 493 долари (медіана — 118 571). 
Цивільне працевлаштоване населення становило 309 осіб. Основні галузі зайнятості: мистецтво, розваги та відпочинок — 28,5 %, фінанси, страхування та нерухомість — 20,4 %, освіта, охорона здоров'я та соціальна допомога — 16,8 %, науковці, спеціалісти, менеджери — 14,2 %.